# Vladimir Tobias
Vladimir Tobias (6 juillet 1929 - 2 juillet 2011) est un entomologiste russe.
Il a été président de la Société entomologique de Russie de 2009 à 2011.

## Publications
- (ru) Tobias V., 1961. Novy interesniy naesdik—Chrysopophthorus elegans sp. n.(Hymenoptera, Braconidae). Trudy Mold, nauchnoissl. Inst. Sadov. vinogr. vinod.
- (en) Tobias V.I., 1975. A review of the Braconidae (Hymenoptera) of the USSR. New Delhi. 164 p.